# Orton (Northamptonshire)
Orton is een civil parish in het bestuurlijke gebied Kettering, in het Engelse graafschap Northamptonshire.